# Hôtel de Ville (Courtry)

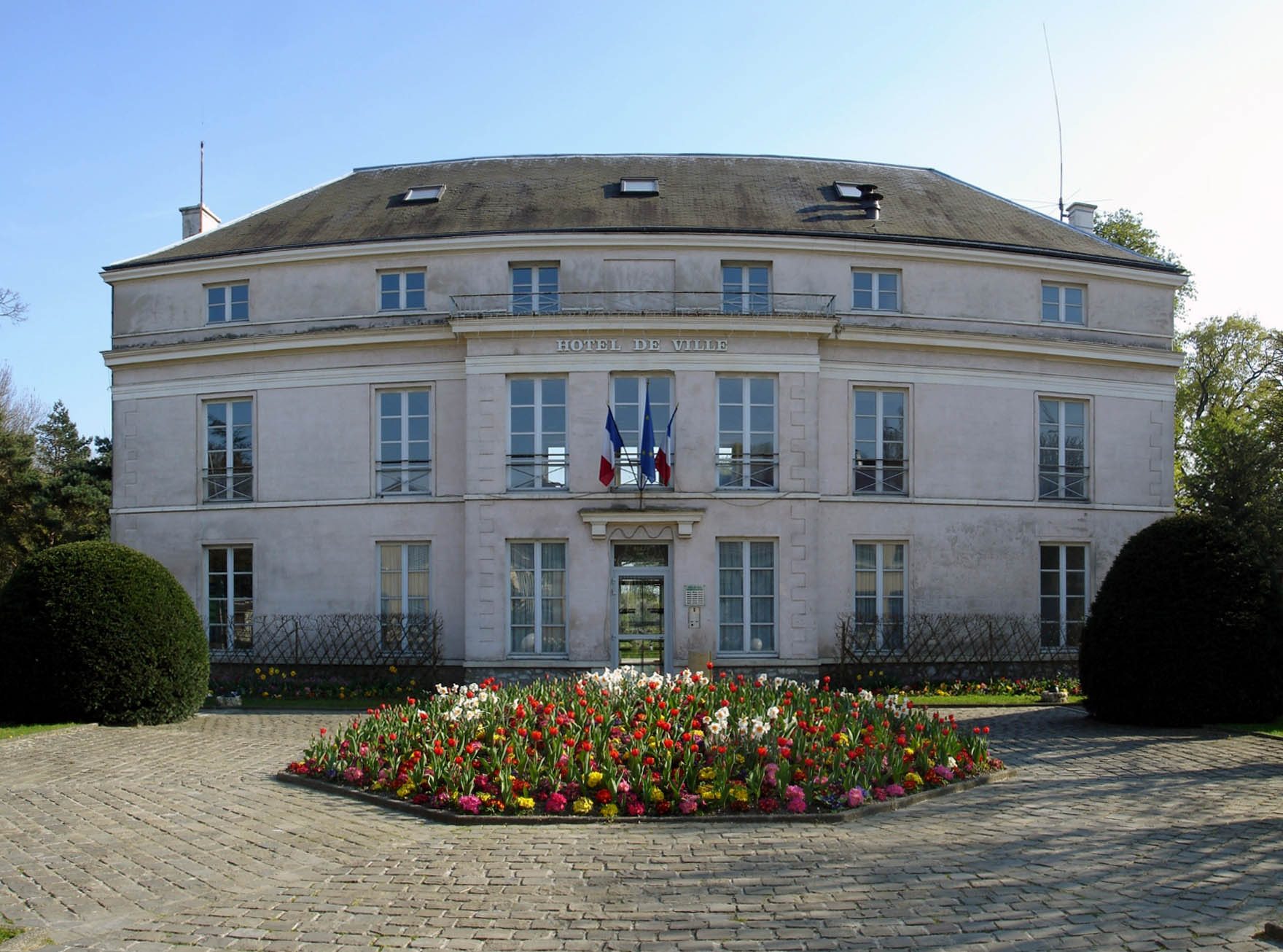
Hôtel de Ville in Courtry

Das Hôtel de Ville (deutsch Rathaus) in Courtry, einer französischen Gemeinde im Département Seine-et-Marne in der Region Île-de-France, wurde im 18. Jahrhundert errichtet. Das Hôtel de Ville steht an der Rue du Général Leclerc.
Das zweigeschossige Gebäude mit einem Mittelrisalit wurde ursprünglich als Schloss errichtet. In den 1980er Jahren wurde es von der Gemeinde gekauft und darin 1987 die Verwaltung eingerichtet.